# Seguridad de armas de fuego
La seguridad de las armas de fuego es un conjunto de reglas y recomendaciones que permiten manipular y utilizar armas de fuego de forma de minimizar la posibilidad de accidentes. De esta manera se eliminan o reducen los riesgos de daños, heridas o muertes accidentales al manipular armas.

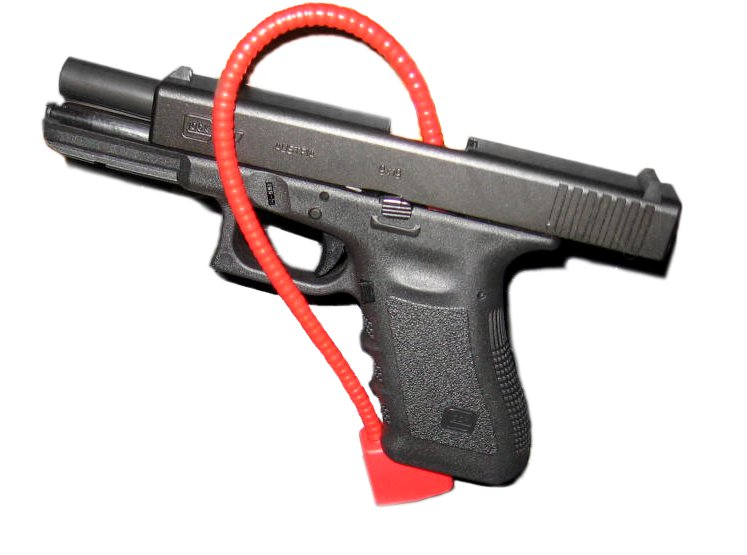
Una pistola Glock 17 asegurada para su transporte.

## Lineamientos y reglas sobre la seguridad de las armas de fuego

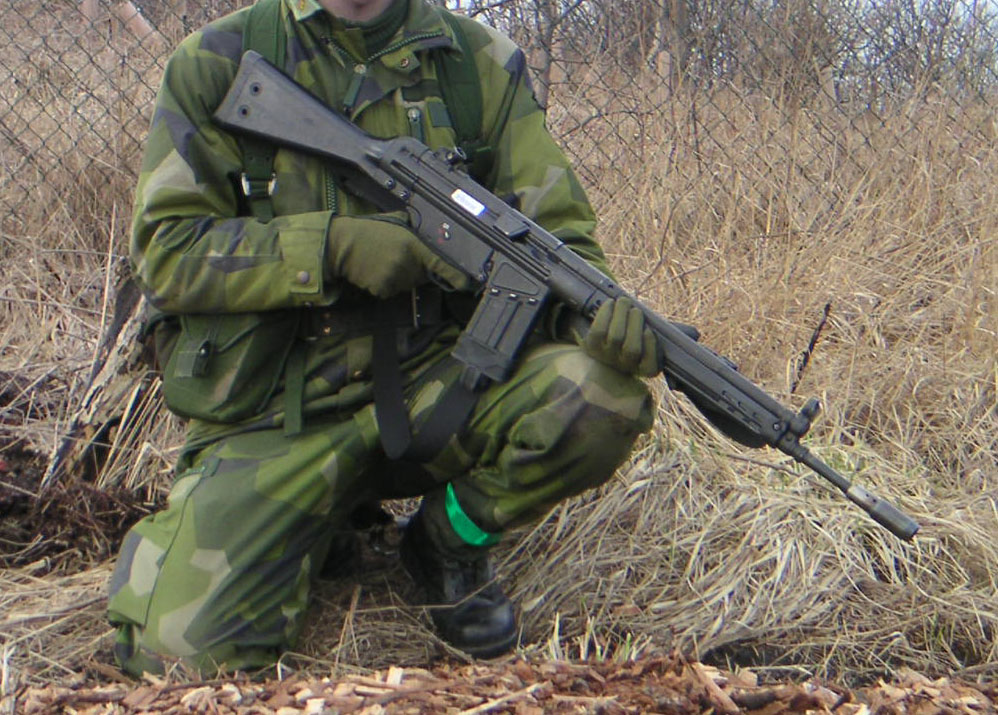
Ejemplo de manipulación segura de armas de fuego. El arma es apuntada hacia el suelo y el dedo del tirador no se encuentra en el gatillo.

El entrenamiento sobre la seguridad de las armas busca inducir una serie de hábitos apropiados mediante el seguimiento de ciertas reglas específicas. Se intenta hacer comprender que las armas de fuego son inherentemente peligrosas y siempre deben ser manipuladas con suma precaución. Los tiradores son enseñados a tratar a las armas de fuego con respeto respecto a sus capacidades destructivas, y se los desalienta de jugar con armas de fuego, que es una causa muy común de accidentes.
Las reglas sobre seguridad de armas de fuego, siguen los siguientes lineamientos. Existen numerosas variaciones, auno de ellos son las Cuatro Reglas del Coronel Jeff Cooper, las mismas son:

1. Todas las armas siempre están cargadas.
2. Nunca permita que el cañón apunte a elementos que no se desee destruir.
3. Mantenga su dedo alejado del gatillo hasta el momento en que su vista esté sobre el blanco.
4. Asegúrese de que posee el blanco correcto y de lo que se encuentra detrás del mismo.

Jeff Cooper

El NRA posee un conjunto de reglas similares:

1. SIEMPRE permanezca con el arma apuntando en una dirección segura.
2. SIEMPRE mantenga el dedo fuera del gatillo hasta que esté listo para disparar.
3. SIEMPRE mantenga el arma descargada hasta que este listo para utilizarla.

The National Rifle Association Reglas fundamentales del NRA para la manipulación segura de armas

### Videos sobre accidentes con armas de fuego
- Un agente de la DEA dispara en forma nointencional un arma y se lastima mientras realiza una demostración de seguridad de armas de fuego
- El tener el dedo sobre el gatillo produce dos disparos accidentales al tropezar
- Disparo accidental mientras se muestra un arma de mano

- Datos: Q1315509
- Multimedia: Firearm safety / Q1315509